# Hotelurile „Coroana” și „Postăvarul” din Brașov
Inaugurat în anul 1910, Hotelul Coroana, situat în centrul Brașovului, pe strada Republicii, a fost considerat primul hotel modern construit în Brașov.

## Istoric
În urma unui concurs, arhitecții Schuller și Goldsmidt au fost desemnați de municipalitate să proiecteze noua clădire a hotelului care se dorea reprezentativ pentru orașul Brașov.
Arhitecții s-au inspirat din arhitectura caracteristică orașului München din Germania, propunând o clădire simbol care mulțumea atât prin estetică, cât și prin funcționalitate.

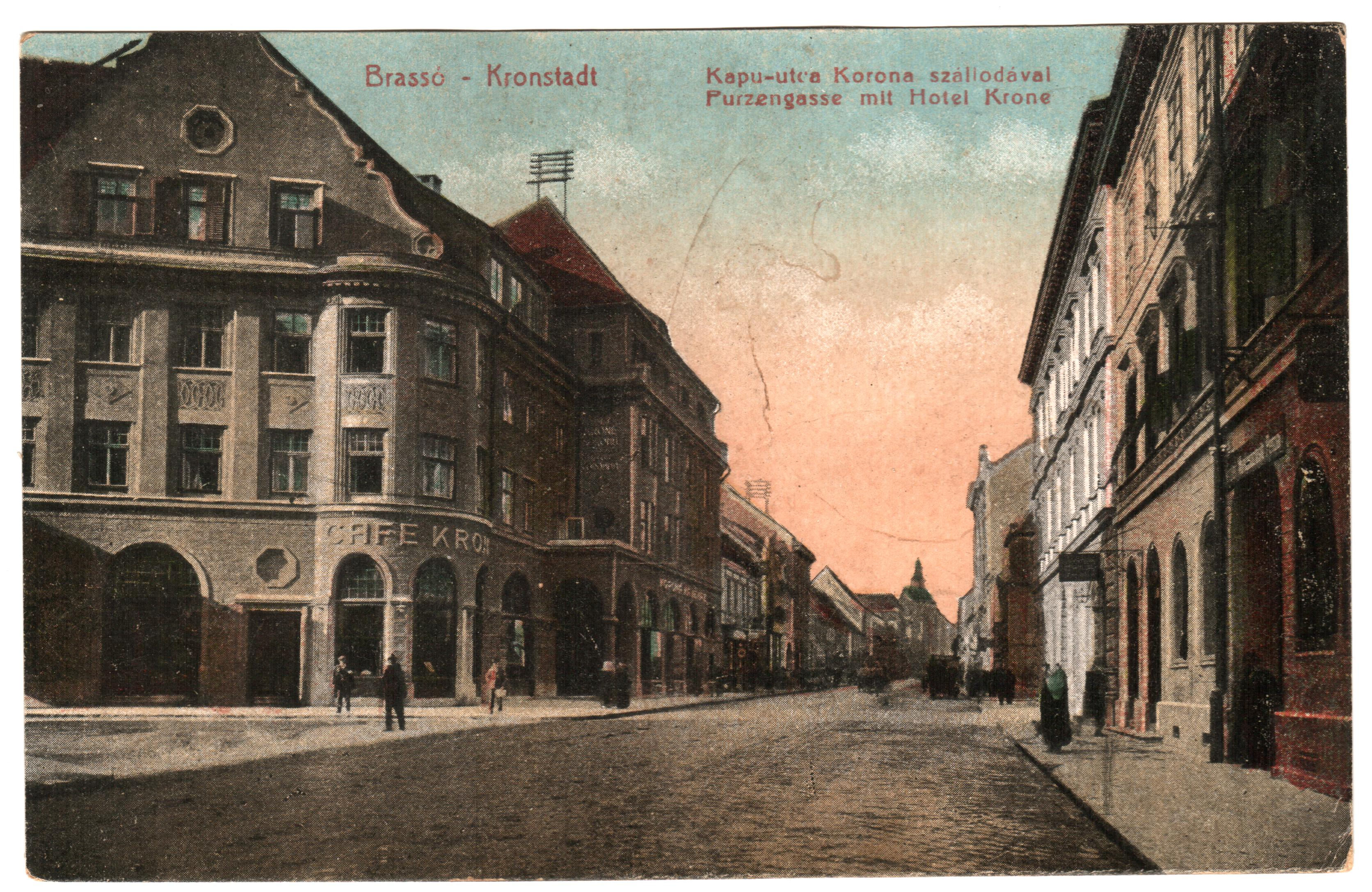
Hotelul și Cafeneaua Krone (Coroana)

Hotelul Coroana a fost construit în stilurile Baroc și Art Nouveau, arhitectură păstrată până astăzi atât în interior, cât și la exterior. Hotelul Krone, cum s-a numit la început, oferea toate serviciile unui hotel modern la vremea respectivă.
Turiștii ajungeau de la gară cu trăsura, cu mașina de piață (varianta taxiului de azi) sau cu omnibuzul hotelului, care făcea curse oraș-gară atât ziua cât și noaptea.
Pe lângă turiștii obișnuiți, la Coroana trăgeau scriitori sau pictori celebri care veneau să petreacă la Brașov câteva luni de vacanță.
Restaurantul hotelului Coroana a fost considerat cel mai luxos restaurant din Brașov până în anul 1939, când a apărut restaurantul hotelului  Aro Palace care i-a luat locul în ierarhie.
De asemenea, cafeneaua și terasa hotelului Coroana erau și ele celebre în epocă. Aici a avut loc prima șezătoare literară din Brașov, în anul 1923.
Cafeneaua Coroana era considerată „Capșa Brașovului”, la mesele ei întâlnindu-se personalități ca Emil Cioran, Cincinat Pavelescu, Lucian Blaga, Octavian Goga, Petre Țuțea, Octav Șuluțiu, s.a.
Pentru a răspunde cererii tot mai mare de locuri de cazare în Brașov, în anul 1927, hotelul a fost extins, adăugându-i-se un corp nou de clădire până în strada Postăvarului.
În perioada comunistă, numele hotelului „Coroana” a fost schimbat în „Postăvarul”, revenind la vechea denumire după 1990 (pentru sediul principal construit în 1910), corpul clădit ulterior în 1927 păstrând în continuare numele de „Postăvarul”.

## Galerie de imagini

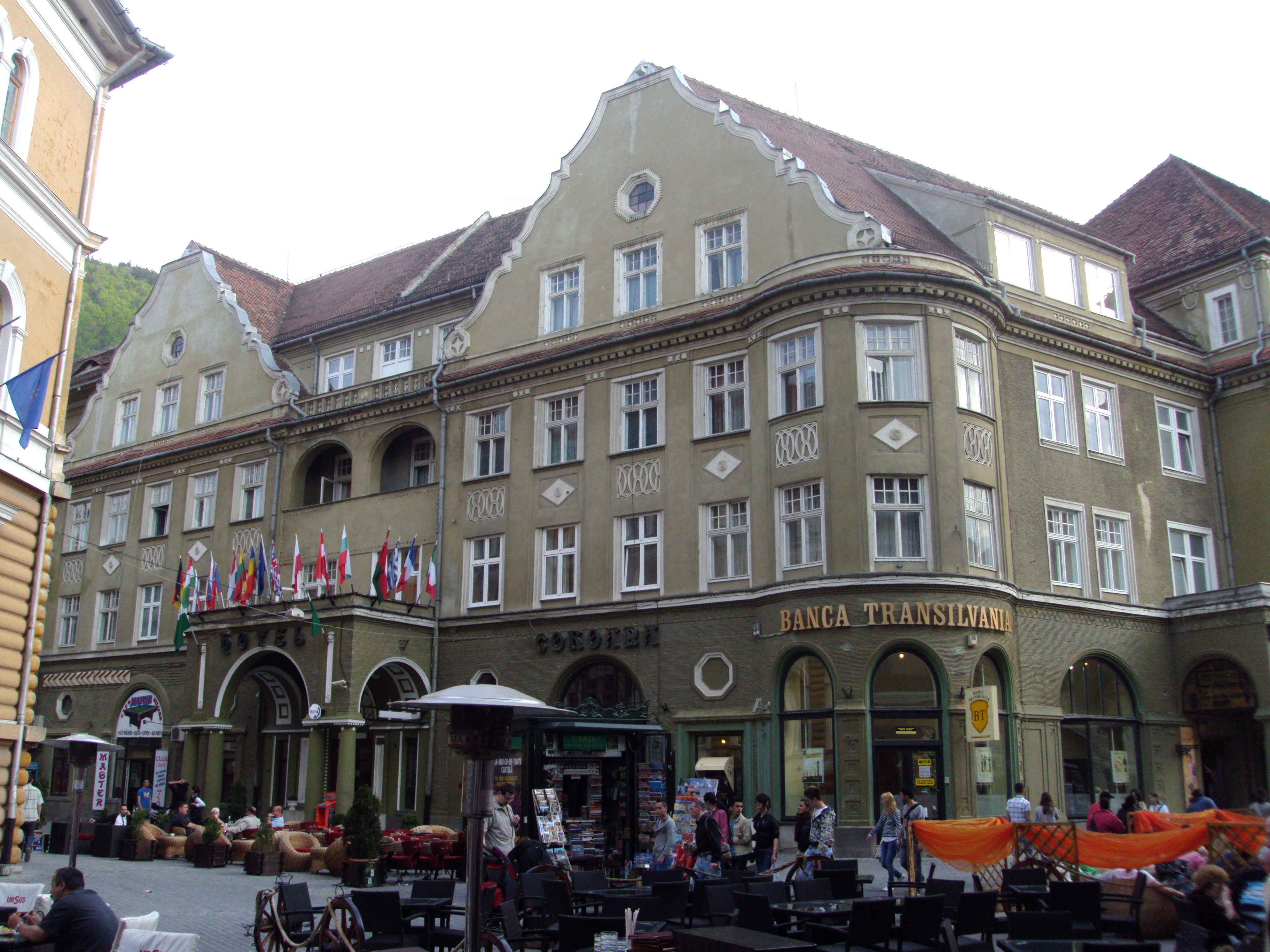
Hotelul „Coroana”
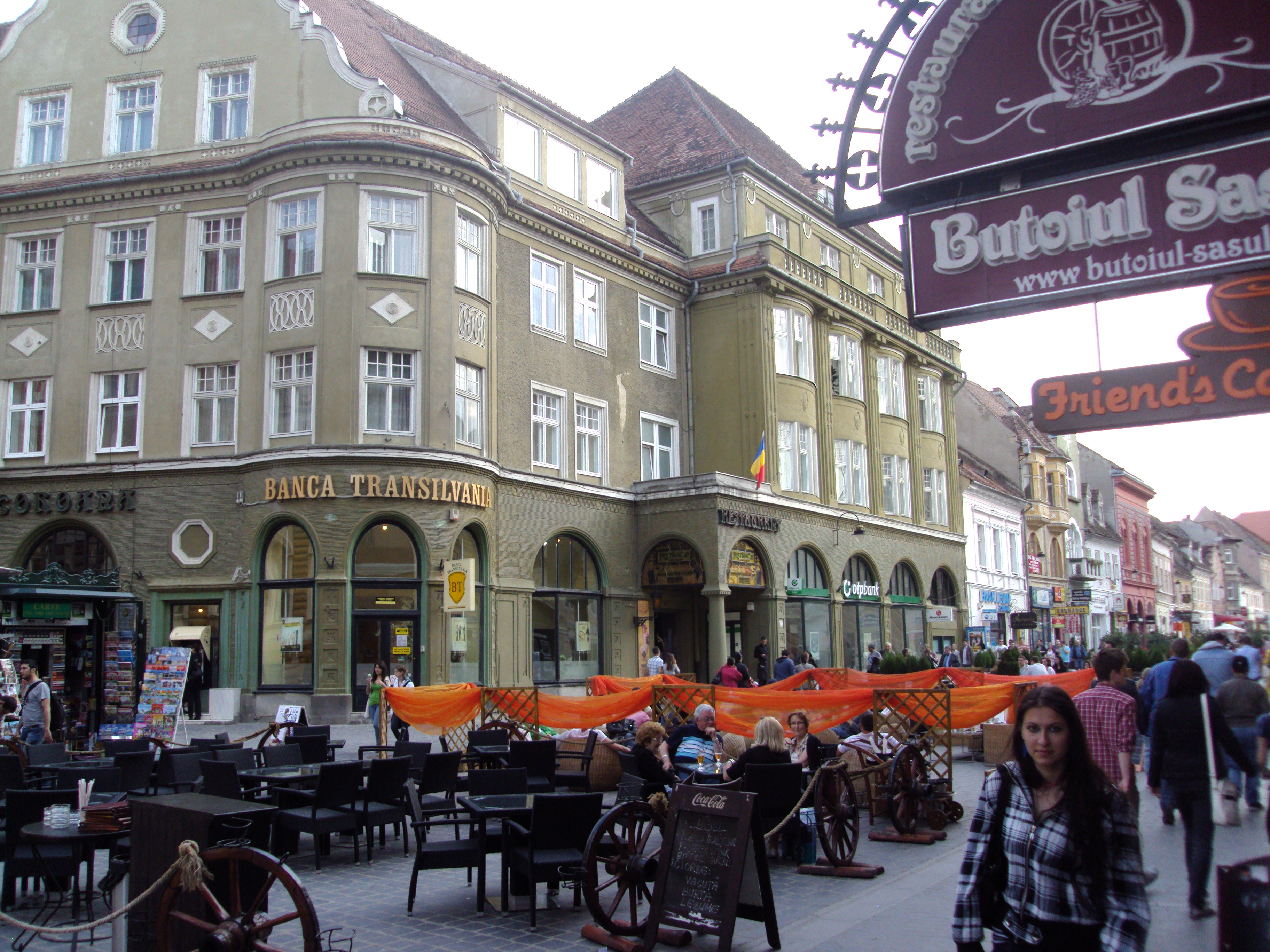
Hotelul „Coroana” pe strada Republicii
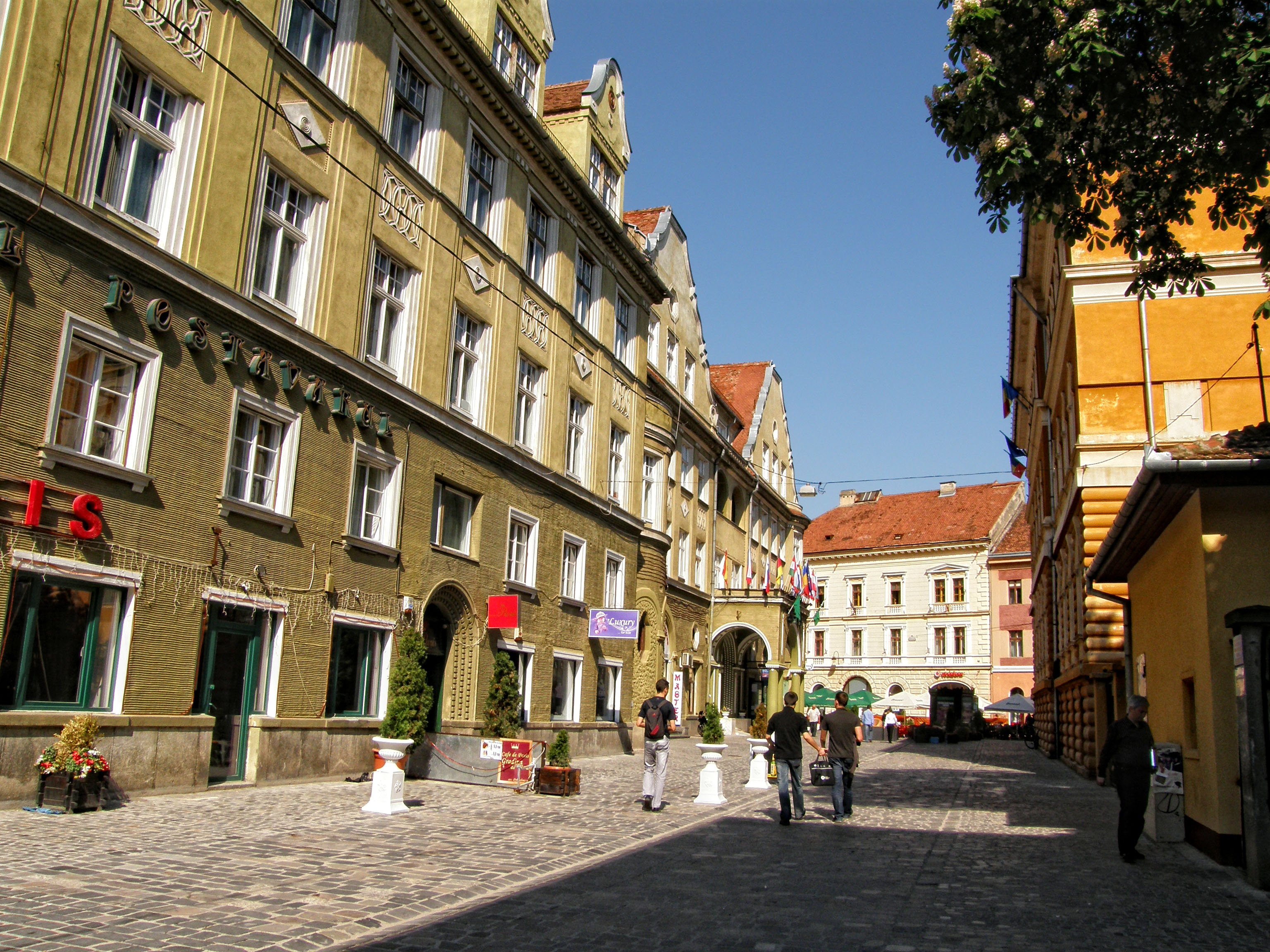
Hotelurile „Postăvarul” (în prim plan) și „Coroana”
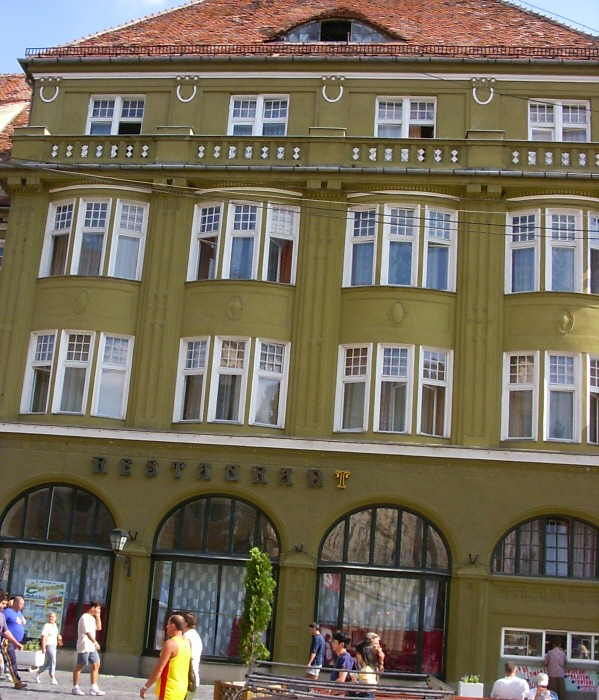
Hotelul și Restaurantul „Coroana”
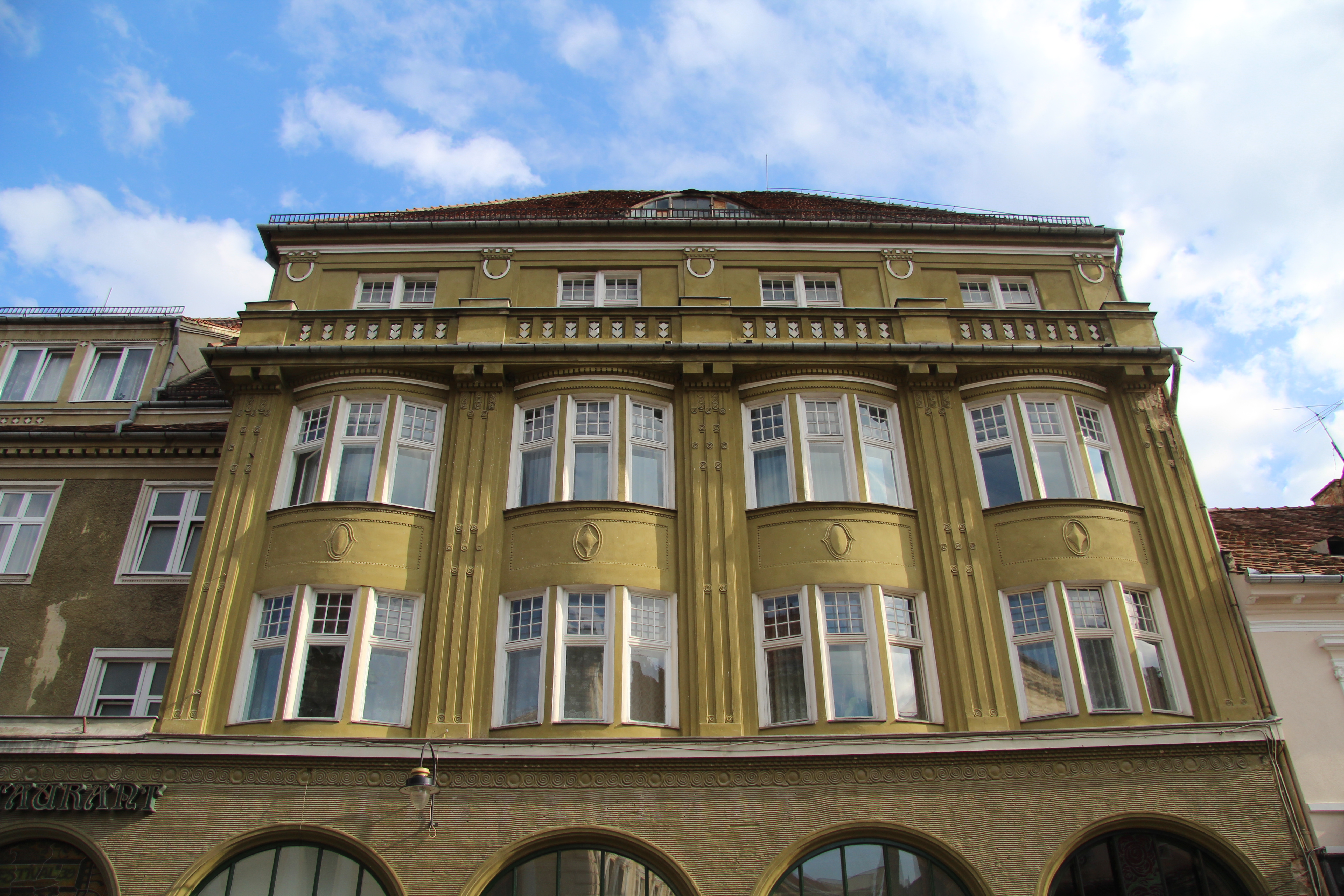
Hotelul „Coroana” (detaliu)
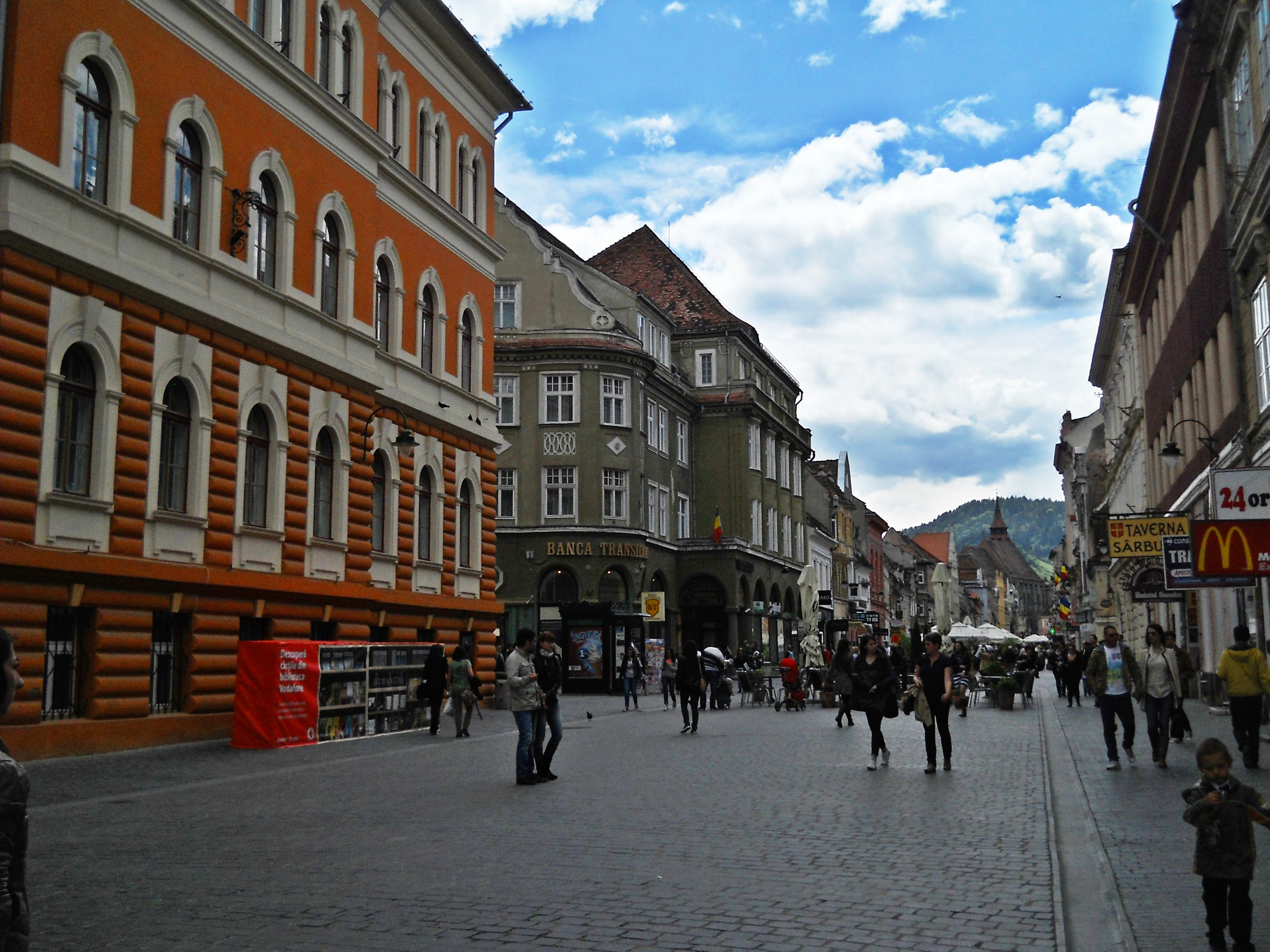
Strada Republicii și Hotelul „Coroana”